# Raihau Maiau
Raihau Maiau (ur. 1 sierpnia 1992) – lekkoatleta z Polinezji Francuskiej specjalizujący się w biegach sprinterskich i skoku w dal. W latach 2016–2023 reprezentował Francję.

## Osiągnięcia
| Rok                                | Impreza                   | Miejsce      | Konkurencja             | Lokata     | Wynik   |
| ---------------------------------- | ------------------------- | ------------ | ----------------------- | ---------- | ------- |
| Reprezentacja: Polinezja Francuska |                           |              |                         |            |         |
| 2010                               | Mistrzostwa Oceanii       | Cairns       | skok w dal              | 2. miejsce | 7,64w   |
| 2011                               | Mistrzostwa Oceanii       | Apia         | skok wzwyż              | 1. miejsce | 2,02    |
| 2011                               | Mistrzostwa Oceanii       | Apia         | skok w dal              | 1. miejsce | 7,58    |
| 2011                               | Mistrzostwa Oceanii       | Apia         | trójskok                | 2. miejsce | 14,29   |
| 2011                               | Igrzyska Pacyfiku         | Numea        | skok w dal              | 2. miejsce | 7,54    |
| 2012                               | Halowe mistrzostwa świata | Stambuł      | bieg na 60 metrów       | eliminacje | 7,18    |
| 2012                               | Mistrzostwa Oceanii       | Cairns       | bieg na 100 metrów      | –          | DNF     |
| 2012                               | Mistrzostwa Oceanii       | Cairns       | skok wzwyż              | 1. miejsce | 1,85    |
| 2012                               | Mistrzostwa Oceanii       | Cairns       | skok w dal              | 1. miejsce | 7,42w   |
| 2012                               | Mistrzostwa Oceanii       | Cairns       | sztafeta 4 × 400 metrów | 2. miejsce | 3:32,30 |
| 2025                               | Halowe mistrzostwa świata | Nankin       | bieg na 60 metrów       | eliminacje | 6,85    |
| Reprezentacja: Francja             |                           |              |                         |            |         |
| 2015                               | Igrzyska Pacyfiku         | Port Moresby | skok w dal              | 1. miejsce | 8,14w   |
| 2017                               | Igrzyska frankofońskie    | Abidżan      | skok w dal              | 1. miejsce | 7,90w   |
| 2017                               | Uniwersjada               | Tajpej       | skok w dal              | 3. miejsce | 7,91    |
| 2023                               | Igrzyska Pacyfiku         | Honiara      | sztafeta 4 × 100 metrów | 7. miejsce | 43,82   |
| 2023                               | Igrzyska Pacyfiku         | Honiara      | skok wzwyż              | 4. miejsce | 1,90    |
| 2023                               | Igrzyska Pacyfiku         | Honiara      | skok w dal              | 1. miejsce | 7,44    |

## Rekordy życiowe
- Bieg na 60 metrów (hala) – 6,72 (2016) rekord Polinezji Francuskiej
- Bieg na 100 metrów – 10,58 (2014)
- Skok w dal (stadion) – 7,98 (2015) rekord Polinezji Francuskiej
- Skok w dal (hala) – 8,02 (2016) rekord Polinezji Francuskiej